# Вільямс-тауер
Вільямс Тауер (англ. Williams Tower) — хмарочос в Х'юстоні, США. Висота 64-поверхового будинку становить 275 метрів і він є 4 за висотою будинком в Техасі та 22 в США. Будівництво було розпочато в 1981 і завершено в 1983 році.